# HD 93129
HD 93129 är en trippelstjärna belägen i den mellersta delen av stjärnbilden Kölen. Den har en kombinerad skenbar magnitud av ca 6,90 och kräver åtminstone en handkikare för att kunna observeras. Den är för långt bort för att dess avstånd ska kunna bestämmas med hjälp av årlig parallaxförskjutning, men exakta avstånd för Eta Carinae och Homunculus nebulosa, modellering av stjärnhop och astrofysiska data för andra stjärnor som antas ligga inom samma region, tyder alla på ett avstånd runt ca >10 000ljusår (ca 2 300 parsek) från solen. Den rör sig närmare solen med en heliocentrisk radialhastighet av ca –0,4 km/s. Alla tre är heta stjärnor av spektraltyp O och bland de ljusaste stjärnorna i Vintergatan. HD 93129 är den dominerande medlemmen i stjärnhopen Trumpler 14, en ung stjärnhop inom stjärnföreningen Carina OB1, som även rymmer andra superljusstarka stjärnor, som Eta Carinae och WR 25.

## Egenskaper
Primärstjärnan HD 93129 Aa är en blå  superjättestjärna, som har lämnat huvudserien, av spektralklass O2 If. Den har en massa som är ca 110 solmassor, en radie som är ca 23 solradier och har ca 1 480 000 gånger solens utstrålning av energi från dess fotosfär vid en effektiv temperatur av ca 42 500 K.

### Stjärnsystemet

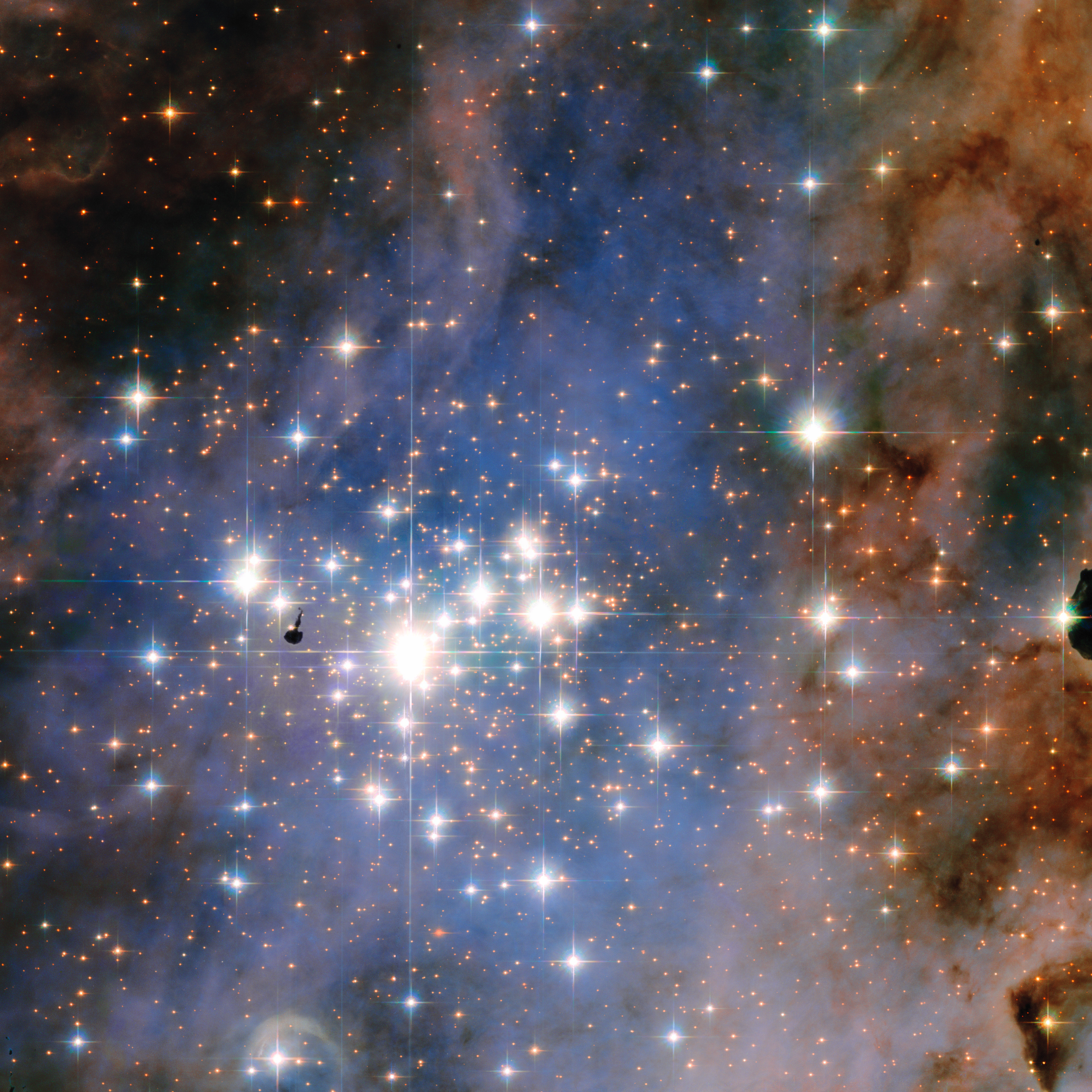
HD 93129 omgiven av de mindre stjärnorna i Trumpler 14. Foto: NASA & ESA, Jesús Maíz Apellániz (Instituto de Astrofisica de Andalucia).

HD 93129 består av två tydligt upplösta komponenter, HD 93129 A och HD 93129 B, och HD 93129 A i sig består av två mycket mer  närliggande stjärnor.
HD 93129 A har upplösts i två komponenter. Spektrumet domineras av den ljusare komponenten, även om följeslagaren är bara 0,9 magnituder svagare. HD 93129 Aa är en O2-superjätte och Ab är en O3.5-huvudseriestjärna. Deras separation har minskat från 55 mas 2004 till endast 27 mas 2013, men en exakt omloppsbana för dem är inte fastställd.
HD 93129 B är en stjärna i huvudserien spektralklass O3.5 (((f))z separerad med 3 bågsekunder från det tätare paret. Den är ca 1,5 magnituder svagare än den kombinerade HD 93129 A och har ungefär samma ljusstyrka som HD 93129 Ab. 
Ytterligare fem svagare stjärnor inom 5 bågsekunder har upptäckts, mellan fem och sju magnituder svagare i infraröda våglängder.
Alla tre stjärnorna i HD 93129 är bland de mest lysande i galaxen. De är också bland de hetaste, med superjätten på 42 500 K och de andra två på 52 000 K. Stjärnorna har massor som beräknas vara mellan 70 och 110 solmassor.